# Tarako (doppiatrice)
Tarako Isono  (磯野 鱈子?, Isono Tarako), conosciuta più semplicemente come Tarako (たらこ?, Tarako) (Ōta, 17 dicembre 1960 – Tokyo, 4 marzo 2024) è stata una cantante e doppiatrice giapponese.

## Biografia
Debuttò nel doppiaggio con un ruolo minore nell'anime Lamù. Raggiunse la notorietà soprattutto per la sua interpretazione di Maruko, protagonista di Chibi Maruko-chan. Doppiò anche diversi personaggi di videogiochi. Nel 1983 intraprese anche una carriera di cantante.

## Doppiaggio

### Serie televisive d'animazione
- Alice nel Paese delle Meraviglie (Alice)
- Fushigi na Koala Blinky (Mark)
- Anpanman (Frankenrobo)
- Chibi Maruko-chan (Maruko)
- Coji-Coji (Suzie)
- Combat Mecha Xabungle (Chill)
- Hunter × Hunter (Senritsu)
- InuYasha (Kirara)
- Kimba, il leone bianco (Lulu, altre voci)
- Kindaichi shōnen no jikenbo (Asuka Minatoya)
- Knights of Ramune (Hebimetako)
- Magical Talroot-kun (Talroot)
- Meitantei Kageman (Kageman)
- Mikan Enikki (Mikan)
- Mushiking, il guardiano della foresta (Chibi King)
- NG Knight Lamune & 40 (Hebimetako)
- Nichijou ("narratrice" nel ruolo di se stessa per la preview dell'episodio 17)
- Noir (Altena)
- Patlabor (Tamiko Shinshi)
- Pluster World (Maurie)
- Trigun Stampede (Zazie the Beast)
- Lamù (Sugar)

### Anime OAV
- Hunter × Hunter (Senritsu)
- NG Kishi Ramune & 40 DX (Hebimetako)
- NG Kishi Ramune & 40 EX (Hebimetako)

### Film d'animazione
- Laputa - Castello nel cielo (Madge)
- Il mio vicino Totoro (Amico B)
- Nausicaä della Valle del vento (Ragazzo)
- Pretty Cure Splash☆Star - Le leggendarie guerriere (Minutes)
- Siamo in 11! (Toto)
- Xabungle Graffiti (Chill)
- Dead Dead Demon's Dededededestruction (Debeko)

### Videogiochi
- Danganronpa V3: Killing Harmony (Monokuma)
- One Piece: Unlimited World Red (Pato)
- Super Robot Wars Alpha Gaiden (Chill)
- Super Robot Wars Z (Chill)
- Super Robot Wars Z2: Destruction Chapter (Chill)
- Super Robot Wars Z2: Rebirth Chapter (Chill)
- Tail Concerto (Panta)
- Zero Escape: Virtue's Last Reward (Zero III)

## Discografia

### Album
- Totte Oki no Shunkan (1983)
- Kaze ga Chigau (1984)
- Warawanai Koibito (1985)
- Kokuhaku (1985)
- Sukoshi Dake Ai ga Tarinai (1986)
- Anata ga Daisuki (1990)
- Kanojo (1991)
- My dear (1991)
- Tengoku yori Takai Toko Ikō yo (1993)
- Wāi. (1995)